# SFK Etar Veliko Tarnovo
El SFK Etar Veliko Tarnovo (en búlgar Етър Велико Търново) és un club de futbol búlgar de la ciutat de Veliko Tarnovo.

## Història
El club va néixer el 17 de juliol de 2013 amb el nom OFC Etar Veliko Tarnovo, en comprar la llicència de FC Botev Debelets, després de la desaparició per problemes econòmics de PFC Etar 1924 Veliko Tarnovo.
L'any 2016 accedí a categoria professional, a la segona divisió, i un any més tard a primera categoria.

## Palmarès
- Segona divisió de Bulgària
  - 2016-17

- Tercera divisió de Bulgària
  - 2015-16